# 美國人民大學
美國人民大學或稱美國民眾大學（英語：University of the People，簡稱：UoPeople）是一所美國非營利的遠距大學，由教育企業家Shai Reshef於2009年1月創立。
該校在盖茨基金会等的捐助下，在2014年獲得美國教育部認可的遠程教育認證委員會（DEAC）認證。

## 課程
該校提供商業管理學士及副學士學位、電腦科學學士及副學士學位、健康科學學士及副學士學位及教育碩士學位。

## 聯繫
該校與愛丁堡大學、國際文憑組織、加州大學柏克萊分校等合作。

## 學費
該校免學費，但學生需支付申請費及考試費。有經濟困难的學生可申请獎學金。